# Louis Pierre de Chastenet de Puységur
Louis Pierre de Chastenet, hrabě de Puységur (francouzsky Louis Pierre de Chastenet, comte de Puységur, seigneur de Barrast) (30. prosince 1727 – 1. října 1807) byl francouzský šlechtic, generál a politik 18. století. Od třinácti let sloužil v královské armádě a během dynastických válek dosáhl hodnosti generálporučíka (1781). Těsně před francouzskou revolucí zastával krátce funkci ministra války (1788–1789). Po vyhlášení Francouzské republiky v roce 1792 emigroval, za vlády Napoleona I. mu byl umožněn návrat do Francie, krátce poté zemřel v soukromí.

## Životopis

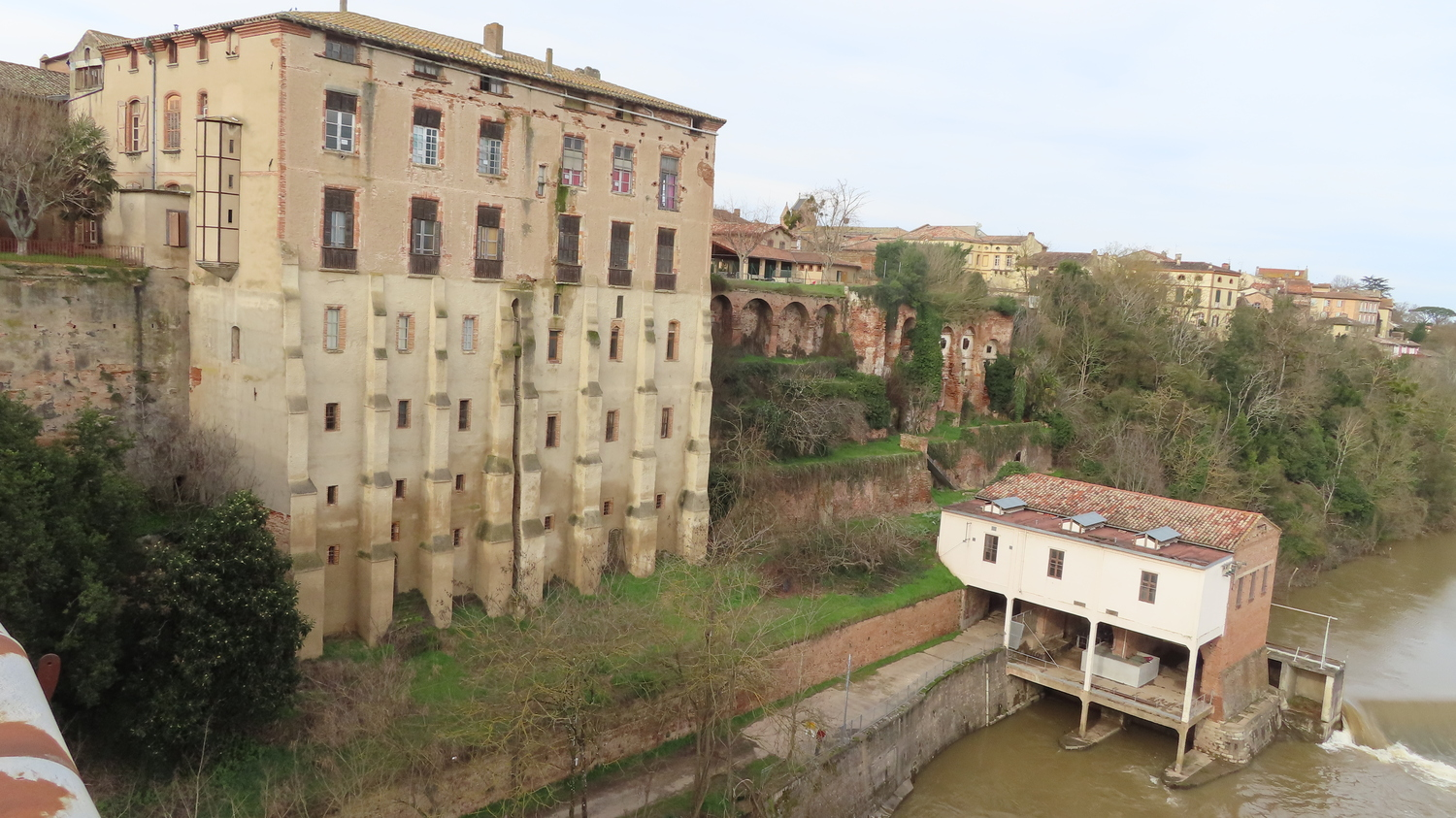
Zámek Château de la Castagne (kanton Rabastens), sídlo rodu v 18.–20. století)

Pocházel ze starého šlechtického rodu, jehož členové se tradičně uplatňovali v armádě, byl synem Pierra Hercula Chasteneta de Puységur (1694–1759) a jeho první manželky Jacquette, rozené de Pagès de Beauffort. V armádě sloužil od roku 1739, hned na počátku války o rakouské dědictví byl ve čtrnácti letech jmenován poručíkem (1741). Bojoval ve Flandrech, zúčastnil se bitev u Fonteny (1745), Rocoux (1746) a Lauffeldu (1747), v závěru války byl již plukovníkem. Znovu aktivně sloužil za sedmileté války, v roce 1761 byl povýšen do hodnosti brigádního generála a nakonc dosáhl hodnosti maréchal de camp (generálmajor, 1763). Po válce sloužil u svého pluku v Normandii, v roce 1780 obdržel velkokříž Řádu sv. Ludvíka a v roce 1781 byl povýšen na generálporučíka.
V listopadu 1788 byl namísto nepopulárního Loménie de Brienne jmenován ministrem války, ve funkci ale setrval jen do července 1789, byl odvolán těsně před pádem Bastily. V době revoluce byl pak královým tajemníkem u Národního shromáždění. Setrval ve službách Ludvíka XVI. a jako velitel menších oddílů vedl obranu při útoku na Tuileries (1792). Po popravě krále emigroval. Za prvního císařství mu byl umožněn návrat do Francie a získal znovu rodové statky. Byl dvakrát ženatý, ale zemřel bezdětný v soukromí na svém zámku v Rabastens.
Jeho sídlem byl zámek Château de Castagne v městečku Rabastens poblíž Toulouse. Panství koupil jeho otec v roce 1738, za Louise Pierra byl ve druhé polovině 18. století přestavěn zámek a majetkem rodu zůstal až do 20. století.
Jeho bratr Barthelémy Athanase de Chastenet de Puységur (1729–1804) sloužil také v armádě a v roce 1780 dosáhl hodnosti maréchal de camp. Nejmladší bratr Jean Antoine de Chastenet de Puységur (1740–1815) byl knězem, od roku 1788 arcibiskupem v Bourges, v roce 1789 za duchovní stav poslancem generálních stavů a za revoluce pak emigroval.